# کیوی رجیونال ایرلاینز
کیوی رجیونال ایرلاینز (به انگلیسی: Kiwi Regional Airlines) یک شرکت هواپیمایی است که در ۲۰۱۴ میلادی تأسیس شده و در ۱ اکتبر ۲۰۱۵ فعالیتش را آغاز کرده‌است. دفتر مرکزی کیوی رجیونال ایرلاینز در هامیلتون، نیوزیلند واقع شده‌است و به ۴ مقصد، پرواز انجام می‌دهد.